# Marcatge isotòpic
El marcatge isotòpic és una tècnica usada per a seguir el pas d'un isòtop (un àtom amb una variable detectable) a través d'una reacció, via metabòlica o cèl·lula. El reactiu es marca mitjançant la substitució d'àtoms específics per al seu isòtop. Llavors es permet que el reactiu es sotmeti a la reacció. La posició dels isòtops en els productes es mesura per a determinar la seqüència que l'àtom isotòpic ha seguit en la reacció o la via metabòlica de la cèl·lula. Els núclids usats en el marcatge isotòpic poden ser núclids estables o radioisòtops. En el segon cas, el marcatge s'anomena ràdio marcatge.
En el marcatge isotòpic existeixen diverses formes per a detectar la presencia d'isòtops de marcatge; a partir de la seva massa, el mode de vibració o la radioactivitat. L'espectrometria de massa detecta la diferència en la massa d'un isòtop, mentre que l'espectroscòpia infraroja detecta la diferència en el mode de vibració de l'isòtop. La ressonància magnètica nuclear, detecta les àtoms amb diferents relacions giromagnètiques. A partir d'una cambra de ionització o una autoradiografia de gels, es pot detectar la caiguda de radioactivitat.
Un exemple d'ús del marcatge isotòpic és l'estudi del fenol (C6H5OH) en l'aigua, reemplaçant el comú hidrogen (protí) amb deuteri. Afegint fenol a l'aigua pesant (aigua que conté D2O a més del comú H2O), la substitució del deuteri per l'hidrogen s'observa en els grups fenol del grup hidroxil (resultant en C6H5OD), indicant que el fenol es pot sotmetre a reaccions d'intercanvi d'hidrogen amb aigua. Només afecta el grup hidroxil, indicant que els altres cinc àtoms d'hidrogen no participen en aquestes reaccions de substitució.

## Traçador isotòpic
Un traçador isotòpic, s'utilitza en química i bioquímica per ajudar a entendre les reaccions i interaccions químiques. En aquesta tècnica, un o més àtoms de la molècula d'interès es substitueixen per un àtom del mateix element químic, però d'un isòtop diferent (com un isòtop radioactiu usat en el ràdio marcatge). Com que l'àtom marcat té el mateix nombre de protons, es comportarà quasi exactament que el seu homòleg no marcat i, amb poques excepcions, no interferirà en la reacció que s'està investigant. La diferència en el nombre de neutrons, significa que aquest àtom es pot detectar per separat dels altres àtoms del mateix element.
La ressonància magnètica nuclear (RMN) i l'espectrometria de massa (MS en anglès) s'utilitzen per investigar els mecanismes de les reaccions químiques. La RMN i l'MS detecten les diferències isotòpiques, el que permet determinar la posició dels àtoms marcats en les estructures dels productes. Amb la informació de la posició dels àtoms isotòpics en els productes, la via de reacció dels metabòlits inicials utilitzats per convertir en els productes pot ser determinada. Els isòtops radioactius poden ser provats fent servir les autoradiografies de gels en l'electroforesi en gel. Per la radiació emesa pels compostos que contenen els isòtops radioactius s'enfosqueix un tros de pel·lícula fotogràfica, registrant la posició relativa entre els compostos marcats en el gel.
Els traçadors isotòpics s'usen comunament en la forma de relacions d'isòtops. Mitjançant l'estudi de la relació entre dos isòtops del mateix element, evitem els efectes implicats en l'abundància de l'element, els quals normalment sobrepassen les variacions més petites de les abundàncies isotòpiques. Els traçadors isotòpics són uns dels instruments més importants en geologia, perquè es poden utilitzar per entendre els processos de mescla complexos en sistemes de la Terra. Les següents discussions de l'aplicació dels traçadors isotòpics en geologia estan cobertes sota el títol geoquímica d'isòtops.
Els traçadors isotòpics en general es subdivideixen en dues categories: traçadors isotòpics estables i traçadors isotòpics radiogènics. Els traçadors isotòpics estables involucren només isòtops no radiogènics i normalment son dependents de la massa. En teoria, qualsevol element amb dos isòtops estables pot ser utilitzat com un traçador isotòpic. Però, els traçadors isotòpics més usats comunament inclouen isòtops relativament lleugers, que fàcilment sotmet a fraccionament en els sistemes naturals. Un traçador isotòpic radiogènic involucra un isòtop produït per radioactivitat, que està en general relacionat amb un isòtop no radiogènic(la seva abundància a la terra no varia a causa de la desintegració radioactiva).

## Marcatge d'isòtops estables

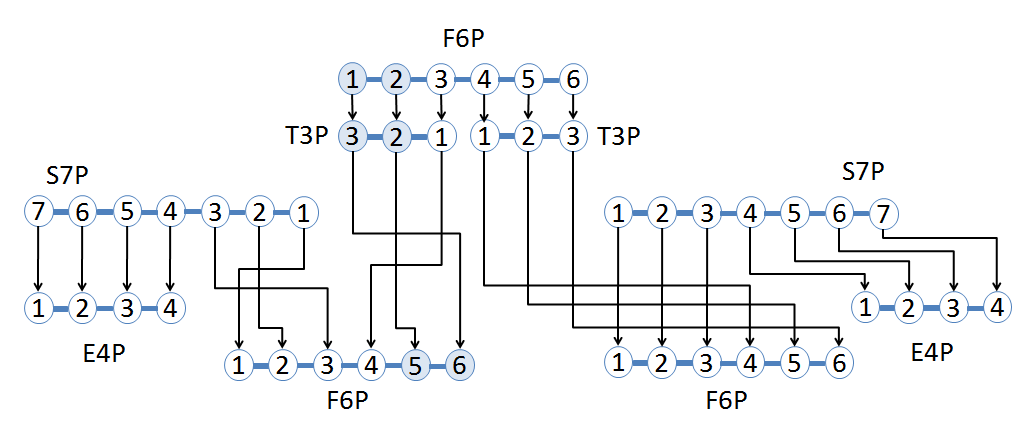
Traçat isotòpic a través de reaccions en la via de la pentosa fosfat. Els cercles blaus indiquen un àtom de carboni marcat, mentre que els cercles blancs són un àtom de carboni no marcat.

El marcatge isotòpic estable inclou l'ús d'isòtops no radioactius que poden actuar com a marcadors usats per a guiar diversos sistemes químics i bioquímics. L'isòtop escollit pot actuar com a marcador en aquest compost que pot ser identificat a través de la ressonància magnètica nuclear (RMN) i l'espectròmetre de masses. Alguns dels isòtops estables mes comuns son 2H, 13C i 15N, poden ser produïts en solvents RMN, aminoàcids, àcids nucleics, lípids, metabòlits comuns i medi de cultiu de cèl·lules. Els compostos produïts fent servir isòtops estables estan especificats pel percentatge d'isòtops marcats o per les posicions dels carbonis marcats específicament en el compost.
Una xarxa de reaccions adoptada per la via de la glucòlisi i la via de les pentoses fosfat ens mostra que l'isòtop de carboni marcat es reorganitza en diferents posicions de carbonis al llarg de la xarxa de reaccions. La figura mostra l'ús de l'etiquetatge d'isòtops estables per descobrir la reordenació de l'àtom de carboni a través de reaccions que f n servir compostos marcats específics de posició.

### Anàlisi de flux metabòlic utilitzant isòtops estables de marcatge

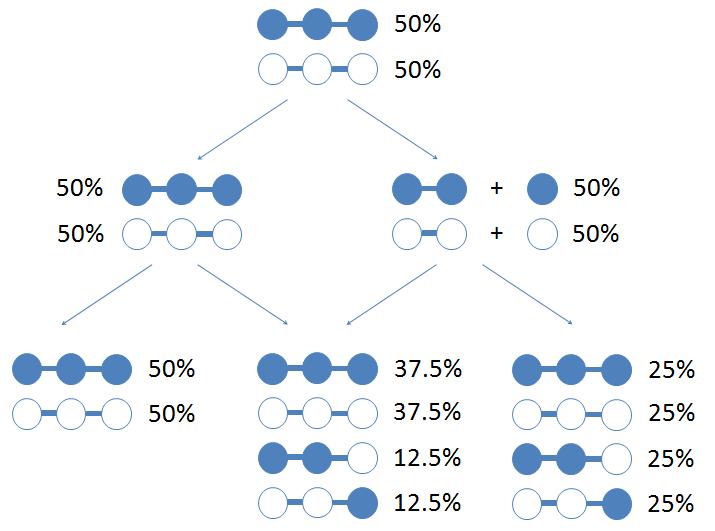
Determinar el percentatge de marcatge d'isòtops a través d'una reacció. Si un 50% dels metabòlits marcats i un 50% dels metabòlits no marcats es divideixen de la manera mostrada, el percentatge esperat de cada resultat pot ser trobat. Els cercles blaus indiquen un àtom marcat, mentre que un cercle blanc indica un àtom sense marcar.

L'anàlisi de flux metabòlic utilitzant isòtops estables de marcatge és una eina important per dilucidar el flux de certs elements a través de les vies metabòliques i reaccions dins d'una cèl·lula. Una etiqueta isotòpica alimenta a la cèl·lula permetent que la cèl·lula creixi. Per l'anàlisi de flux metabòlic estacionari la cèl·lula ha d'assolir un estat estacionari o quasi estacionari. El patró d'isòtops del metabòlit de sortida és determinat. El patró d'isòtop de sortida proporciona informació valuosa, que espot utilitzar per trobar la magnitud de flux, velocitat de conversió a partir de reactius als productes, a través de cada reacció.            
La figura demostra l'habilitat d'utilitzar diferents etiquetes per determinar el flux a través d'una certa reacció. Suposeu que el metabòlit original, compost de tres carbonis, té la capacitat de ser dividida en dos metabòlits de carboni més un metabòlit de carboni en una reacció i després recombinar-se o romandre un metabòlit de tres carbonis. Només si la reacció esta proveïda de dos isòtops del metabòlit en la mateixa proporció, un completament marcat (cercles blaus) conegut comunament com uniformement marcat i un completament sense etiqueta (cercles blancs). La via del costat esquerre del diagrama no mostra cap canvi en els metabòlits, mentre que la del costat dret mostra la divisió i recombinació. Com es mostra, si el metabòlit només pren la via de l'esquerra, es manté en una relació de 50 a 50 de manera uniforme amb els metabòlits marcats i no marcats. Si el metabòlit només pren el costat dret, nous patrons de marcatge son possibles, però tos en la mateixa proporció. Altres opcions són possibles depenent de la quantitat del metabòlit original que segueix la via esquerra en comparació amb la que va pel costat dret. Aquí les proporcions es mostren per a una situació en què la meitat dels metabòlits han pres la via esquerre i l'altra meitat la via dreta, però altres proporcions poden ocórrer. Aquests patrons dels àtoms marcats i no marcats en un compost representen isotopòmers. Mitjançant el mesurament de la distribució d'isotopòmers dels metabòlits marcats de forma diferent, es pot determinar el flux a través de cada reacció.            
L'anàlisi de flux metabòlic combina les dades recollides del marcatge d'isòtops amb l'estequiometria de cada reacció  i un procediment d'optimització resol un mapa de fluxos. Les reaccions irreversibles proporcionen les limitacions termodinàmiques necessàries per trobar els fluxos. Una matriu es construeix i conté l'estequiometria de les reaccions. Els fluxos intracel·lulars s'estimen mitjançant l'ús d'un mètode iteratiu en el qual els fluxos simulats estan endollats en el model estequiomètric. Els fluxos simulats es mostren en un mapa de fluxos, que mostren la taxa de reactants que es converteixen en productes per a cada reacció. En la majoria dels mapes de flux, com més gruixuda la fletxa, major serà el valor de flux de la reacció.

## Marcatge amb radionúclids
El marcatge amb radionúclids és una tècnica per al seguiment del pas d'una mostra de substància a través d'un sistema. La substància s'etiqueta mitjançant la inclusió de radionúclids en la seva composició química. Quan aquests decauen, la seva presència pot determinar-se mitjançant la detecció de la radiació emesa per ells. El marcatge amb radionúclids és un cas especial de marcatge isotòpic.   
Per a aquest propòsit, un tipus particularment útil de la desintegració radioactiva és per emissió de positrons. Quan un positró xoca amb un electró allibera dos fotons d'alta energia que viatgen en direccions diametralment oposades. Si el positró es produeix dins d'un objecte sòlid, el més probable és que faci això. Si els dos fotons poden ser detectats, la ubicació de l'esdeveniment de decadència pot ser determinat amb molta precisió.
En sentit estricte, el marcatge amb radionúclids només inclou els casos en què la radioactivitat s'introdueix artificialment pels experimentadors, però alguns fenòmens naturals permeten una anàlisi similar. En particular, la datació radiomètrica utilitza un principi estretament relacionat.

## Aplicacions en proteòmica
En proteòmica, l'estudi del conjunt de proteïnes expressades per un genoma, identificant biomarcadors de malalties pot implicar l'ús de marcatge d'isòtops estables d'aminoàcids en cultius cel·lulars, que proporciona formes isotòpiques marcades d'aminoàcids utilitzats per a estimar els nivells de proteïna. En la recombinació de proteïnes, les proteïnes manipulades es produeixen en grans quantitats i el marcatge d'isòtops és una eina per provar proteïnes rellevants. El mètode utilitzat selectivament per enriquir els núclids de 13C o 15N o esgotant els seus ¹H. El recombinant es va expressar en E. Coli amb mitjans que contenen 15N d'amoni com a font d'hidrogen. Les proteïnes 15N marcades resultants, es purifiquen mitjançant l'afinitat del metall immobilitzat i el seu percentatge estimat. Per tal d'augmentar el rendiment de les proteïnes marcades i reduir el cost del suport marcat amb un isòtop, un procediment alternatiu augmenta principalment la massa de cèl·lules usant mitjans sense marcar abans d'introduir-les en una quantitat mínima de mitjans marcats.
Una altra aplicació del marcatge d'isòtops seria en el mesurament de la síntesi d'ADN, és a dir en la proliferació cel·lular in vitro. S'utilitza el marcatge H₃-timidina per a comparar el patró de síntesi (o seqüència) en cèl·lules.

## Aplicacions de processos d'anàlisi de l'ecosistema
Els marcadors isotòpics s'utilitzen per examinar els processos en els sistemes naturals, especialment en ambients terrestres i aquàtics. En la ciència del sòl, marcadors 15N s'utilitzen àmpliament per estudiar el cicle del nitrogen, mentre que el 13C i el ¹⁴C, estable i radioisòtops del carboni respectivament, s'utilitzen per a l'estudi de facturació de compostos orgànics i la fixació del CO₂ per autòtrofs. Per exemple, el 2005 es van utilitzar el 15N i el ¹⁴N per demostrar la utilització del compost per oxidants de l'amoníac com a font d'energia (oxidació de l'amoníac) i com a font del carboni (fixació del carboni quimioautotrófic).

## Aplicacions per a l'oceanografia
Els marcadors també s'utilitzen en oceanografia per estudiar una àmplia gamma de processos. Els isòtops utilitzats es produeixen normalment de manera natural amb les fonts i les taxes de formació i descomposició ben establertes. No obstant, els isòtops antropogènics també es poden utilitzar amb gran èxit. Els investigadors mesuren les relacions isotòpiques en diferents llocs i moments per inferir informació sobre els processos físics de l'oceà.

### Transport de partícules
L'oceà és una extensa xarxa de transport de partícules. Els isòtops de tori poden ajudar els investigadors a desxifrar el moviment vertical i horitzontal de la matèria. El 234Th té una constant i ben definida taxa de producció a l'oceà amb una vida mitjana de 24 dies. Aquest isòtop natural s'ha demostrat que varia linealment amb la profunditat. Per tant, qualsevol canvi en aquest patró lineal es pot atribuir al transport de partícules de 234Th. Per exemple, les relacions isotòpiques baixes en la superfície de l'aigua amb valors molt alts a pocs metres cap avall, indicarien un flux vertical en aquesta direcció. A més, l'isòtop de tori pot ser rastrejat dins d'una profunditat específica per desxifrar el transport lateral de les partícules.

### Circulació
Les circulacions dins dels sistemes locals, com ara badies, estuaris i aigües subterrànies, es pot examinar amb isòtops del radi. El 223Ra té una vida mitjana de 11 dies i es pot produir de manera natural en llocs específics dels rius i fonts d'aigua subterrània. La relació isotòpica del radi disminuirà llavors segons l'aigua del riu font entri en una badia o estuari. Mitjançant el mesurament de la quantitat de 223Ra en un nombre diferent d'ubicacions, el patró de circulació pot ser desxifrat. Aquest mateix procés també pot ser utilitzat per estudiar el moviment i la descàrrega de les aigües subterrànies.
Diversos isòtops de plom poden ser utilitzats per estudiar la circulació a escala global. Diferents oceans (és a dir, l'Atlàntic, el Pacífic, Índic, etc.) tenen diferents signatures isotòpiques. Això es deu a les diferències en les relacions isotòpiques dels sediments i roques dins dels diferents oceans. Com que els diferents isòtops de plom tenen vides mitjanes de 50-200 anys, no hi ha temps suficient perquè les relacions isotòpiques s'homogeneïtzin al llarg de tot l'oceà. Per tant, una anàlisi precisa de les relacions isotòpiques del Pb es poden utilitzar per estudiar la circulació dels diferents oceans.

### Els processos tectònics i el canvi climàtic
Els isòtops amb extremadament llargues vides es poden utilitzar per estudiar els processos de diversos milions d'anys, com ara la tectònica i el canvi climàtic extrem. La relació isotòpica de l'estronci pot ser analitzada dins dels nuclis de gel per examinar els canvis durant la vida de la terra. Les diferències en aquesta relació dins dels nuclis de gel, indicarien alteracions significatives en la geoquímica de la terra.

### Els isòtops relacionats amb les armes nuclears
Els processos abans esmentats es poden mesurar utilitzant isòtops naturals. No obstant, els isòtops antropogènics són també extremadament útils per a mesuraments oceanogràfics. Les proves d'armes nuclears alliberen una gran quantitat d'isòtops poc comuns en els oceans del món. El 3H, el 129I i el 137Cs es poden trobar dissolts en l'aigua del mar, mentre que el 241Am i el 238Pu s'uneixen a les partícules. Els isòtops dissolts en aigua són particularment útils en l'estudi de la circulació global. Per exemple, les diferències en les relacions isotòpiques laterals dins d'un oceà poden indicar forts fronts d'aigua o girs. Per contra, els isòtops units a les partícules es poden utilitzar per estudiar el transport de la massa dins les columnes d'aigua. Per exemple, alts nivells de Am o Pu poden indicar enfonsament quan s'observen a grans profunditats o surgència que s'observen a la superfície.

## Mètodes per al marcatge isotòpic
- La síntesi química
- Intercanvi d'enzims
- Expressió de la proteïna recombinant en mitjans de marcatge isotòpics